# 9562 Memling
A 9562 Memling (ideiglenes jelöléssel 1987 RG) a Naprendszer kisbolygóövében található aszteroida. Eric Walter Elst fedezte fel 1987. szeptember 1-én.
Nevét Hans Memling flamand festő után kapta.